# 23120 Паульаллен
23120 Паульаллен (23120 Paulallen) — астероїд головного поясу, відкритий 5 січня 2000 року.
Тіссеранів параметр щодо Юпітера — 3,339.